# Nicolaea bagrada
Nicolaea bagrada is een vlinder uit de familie van de Lycaenidae. De wetenschappelijke naam van de soort werd als Thecla bagrada in 1868 gepubliceerd door William Chapman Hewitson.